# Akershus
 je norveška administrativna regija, ki meji na Hedmark, Oppland, Buskerud, Oslo in Østfold. Kratka meja poteka tudi s Švedsko (Värmland). Akershus je po številu prebivalcev takoj za Oslom drugo največje okrožje in ima več kot pol milijona prebivalcev. Ime Akershus izvira od trdnjave Akershus. Administracija okrožja se vrši v Oslu, čeprav ni del Akershusa.

## Občine
1. Asker
2. Aurskog-Høland
3. Bærum
4. Eidsvoll
5. Enebakk
6. Fet
7. Frogn
8. Gjerdrum
9. Hurdal
10. Lørenskog
11. Nannestad
12. Nes
13. Nesodden
14. Nittedal
15. Oppegård
16. Rælingen
17. Skedsmo
18. Ski
19. Sørum
20. Ullensaker
21. Vestby
22. Ås